# La Séauve-sur-Semène
La Séauve-sur-Semène è un comune francese di 1 390 abitanti situato nel dipartimento dell'Alta Loira della regione dell'Alvernia-Rodano-Alpi.

## Società

### Evoluzione demografica
Abitanti censiti